# L'Abella
L'Abella és una entitat de població del municipi de Sant Martí de Centelles a la comarca d'Osona. Segons el padró municipal de 2013, tenia 714 habitants, cosa que la fa la més habitada del municipi.

## Abellanencs històrics
- El Bet de l'Abella: Capitost local carlí, que en la tercera guerra carlina encapçalava una partida que operava a la zona del Congost.[2]